# Покора Роман Михайлович
Рома́н Миха́йлович Поко́ра (22 лютого 1948, Зборів, Тернопільська область — 8 березня 2021) — український радянський футболіст, півзахисник, футбольний тренер.
Більшість ігрової кар'єри провів у «Карпатах» (Львів), також виступав за «Металіст» (Харків) і «Спартак» (Івано-Франківськ). Майстер спорту СРСР (1968).

## Життєпис

### Ігрова кар'єра
Вихованець львівського футболу. Перший тренер —  Богдан Маркевич.
Закінчив Львівський політехнічний інститут.
Дебютував за «Карпати» 12 травня 1966 року в матчі проти «Авангарда» (Харків). Загалом за львівську команду в чемпіонатах СРСР провів 170 ігор, забив 11 м'ячів. У складі команди здобув Кубок СРСР 1969 і виступав у вищій лізі.
У сезонах 1975—1976 грав за «Металіст» (Харків), 1977—1978 — за «Спартак» (Івано-Франківськ).
Був фізично міцним, технічним гравцем із сильним ударом, любив силову боротьбу.
Діти Романа Покори теж пов'язали своє життя зі спортом: Покора Володимир Романович — колишній футболіст, зараз футбольний суддя; Покора Надія Романівна — самбістка.

### Тренерська кар'єра
Був головним тренером клубів: «Зоря» (Бєльци), «Верес» (Рівне), «Волинь» (Луцьк), «Галичина» (Дрогобич) (липень — жовтень 1999 року) і «Олександрія». Працював помічником тренера «Карпат» (Львів) у сезоні 1992. З 2006 року тренував азербайджанський клуб «Сімург».
28 вересня 2010 року став головним тренером харківського «Геліоса». Звільнений з цієї посади 16 квітня 2011 року через невдоволення результатами команди з боку керівництва. На той час «Геліос» займав 12 місце з 18 команд.